# مرسدس-بنز کلاس-ئی (دبلیو۲۱۲)
مرسدس بنز دبلیو۲۱۲ (Mercedes-Benz W۲۱۲) خودرویی است که از سال ۲۰۰۹ تا ۲۰۱۶ در آلمان، مکزیک، مصر و مالزی تولید شده‌است. طراحی آن موتور جلو، توزیع نیروی پیشران، خودرو چهار چرخ محرک بوده‌است.

## نگارخانه

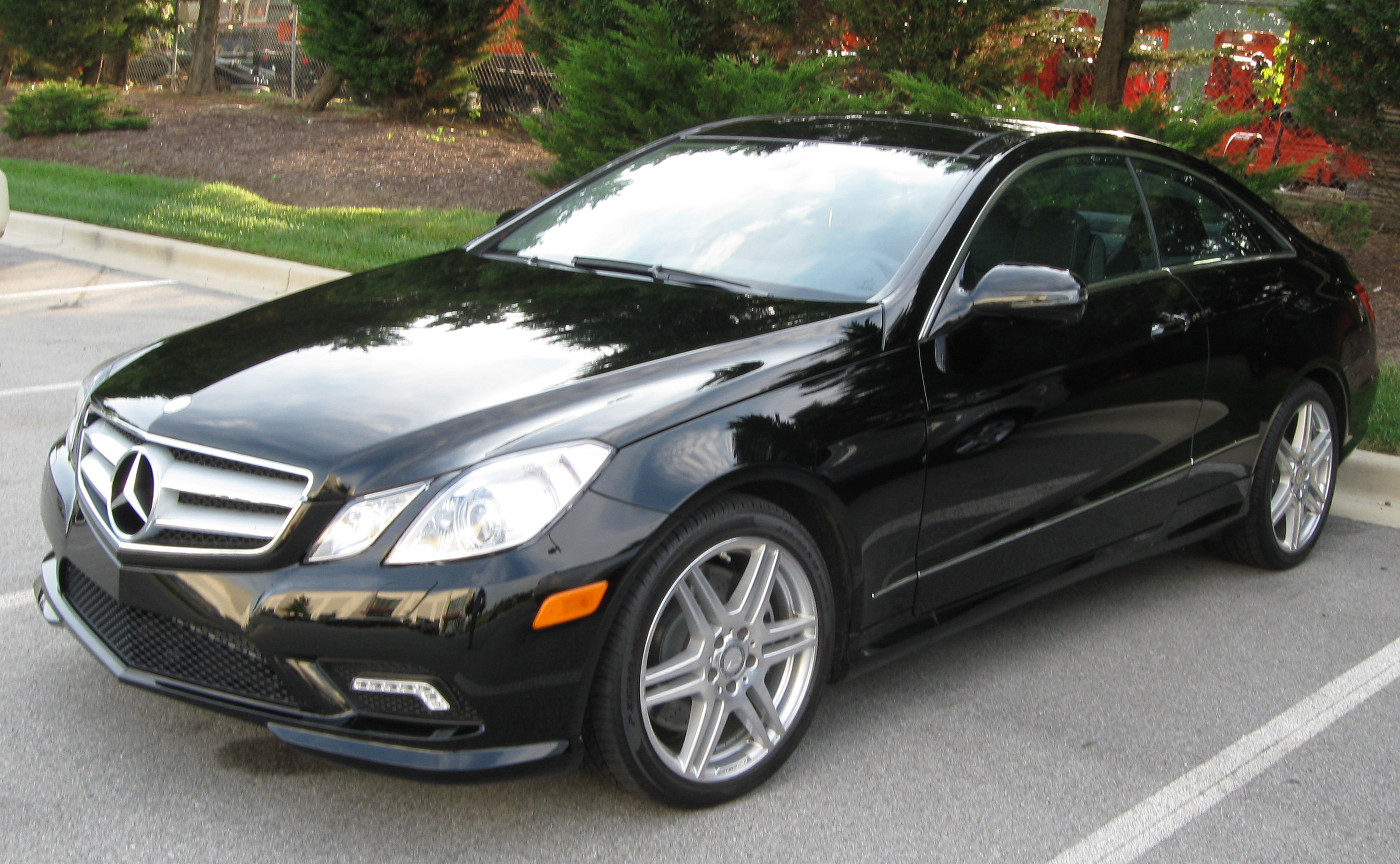
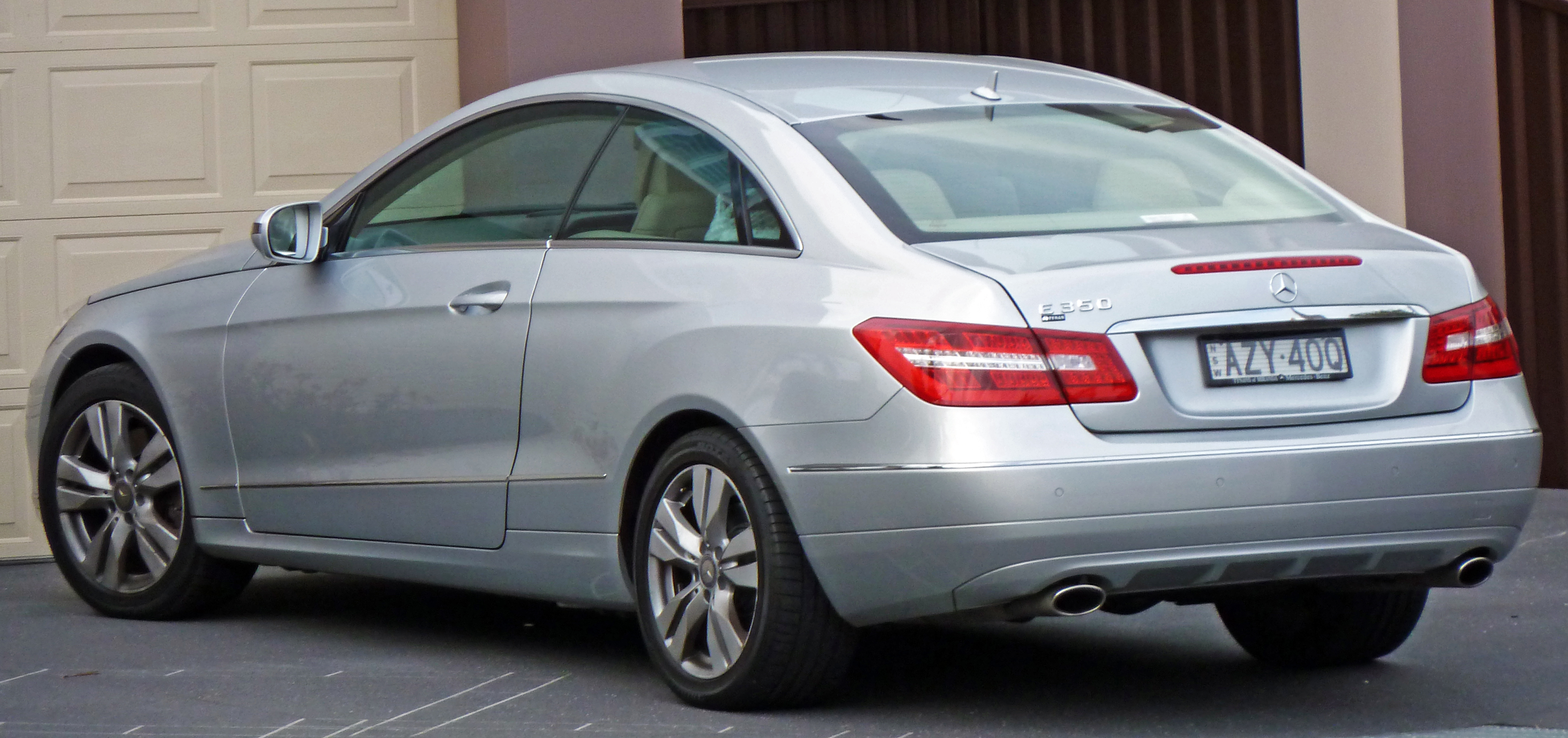
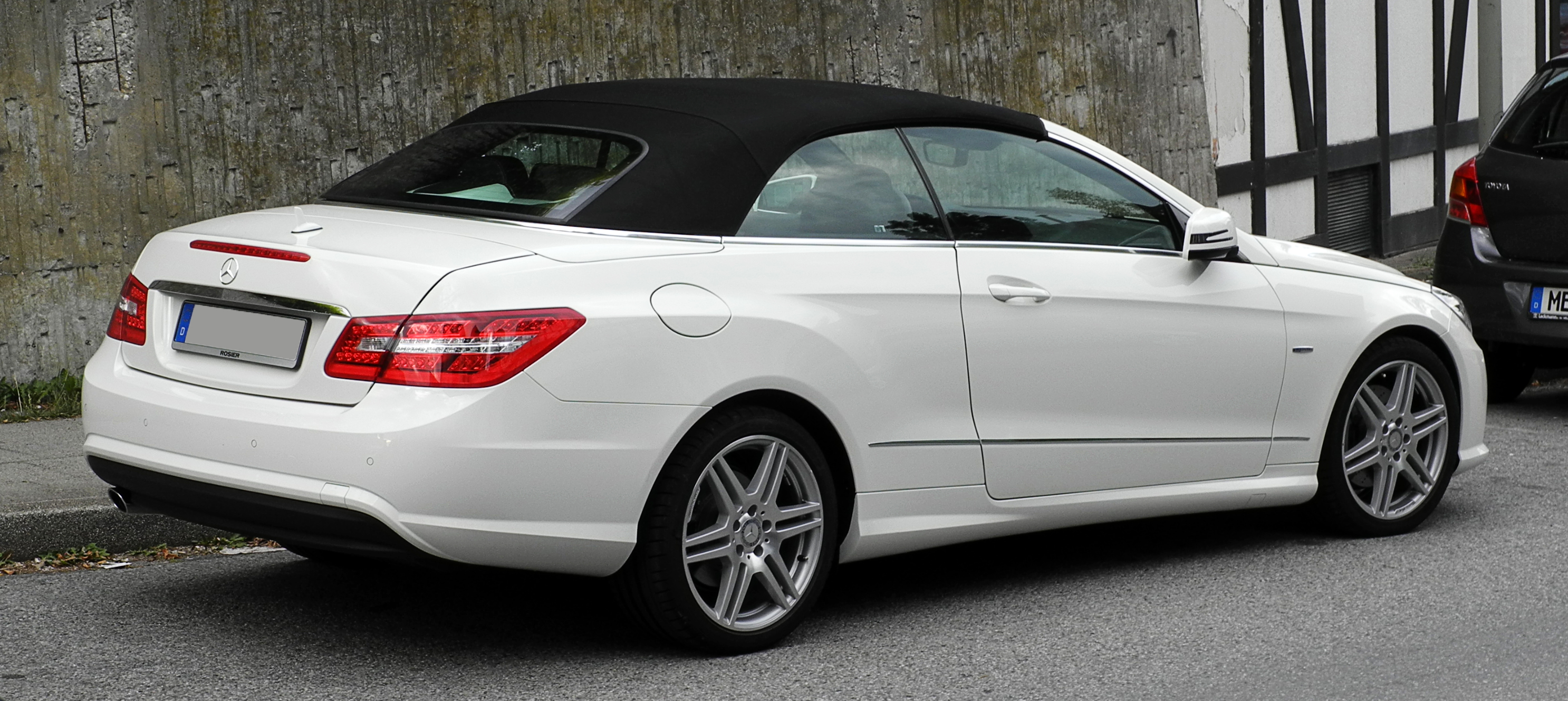
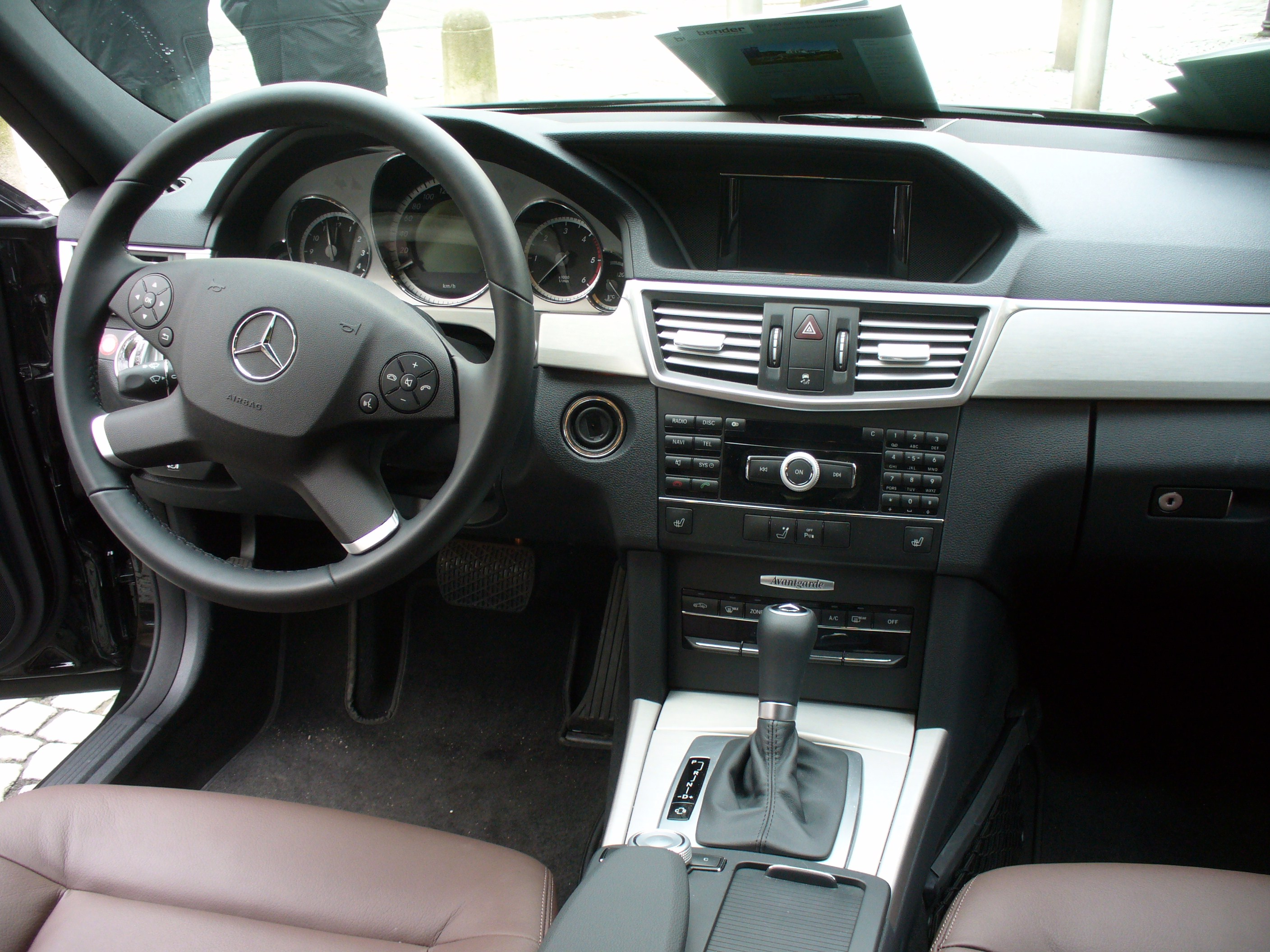
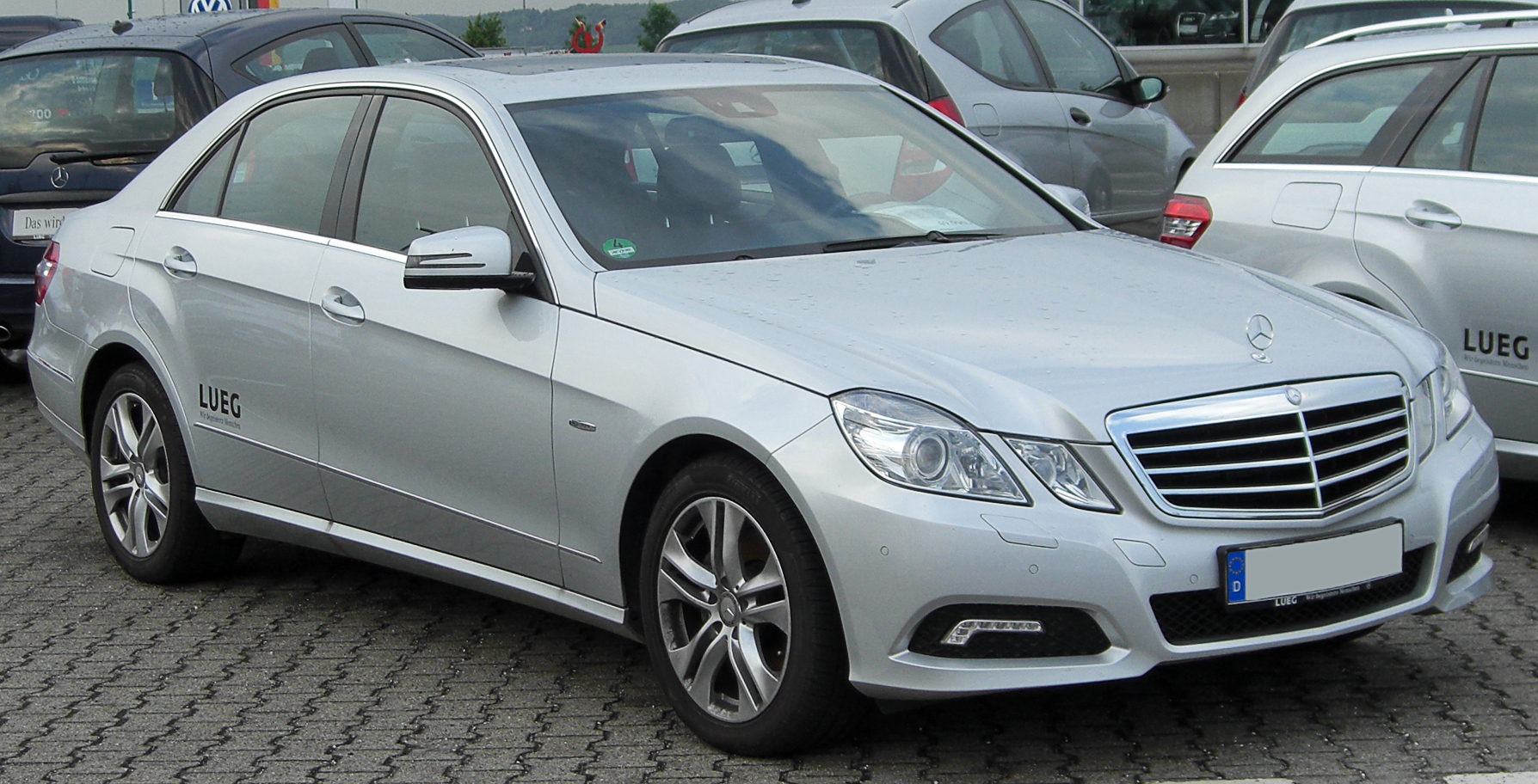